# Ivars Punnenovs
Ivars Punnenovs (ur. 30 maja 1994 w Rydze) – łotewski hokeista, reprezentant Łotwy, olimpijczyk.

## Kariera
- Pikes Oberthurgau U17 (2009–2011)
- Pikes Oberthurgau II (2010–2011)
- Kloten U20 (2011–2012)
- Rapperswil U20 (2012–2014)
- Rapperswil II (2012–2013)
- Rapperswil-Jona Lakers (2013–2015)
- SCL Tigers (2015–)

Naukę hokeja rozwijał w Szwajcarii. Od 2012 zawodnik klubu Rapperswil-Jona Lakers. Początkowo grał w jego zespole juniorskim i rezerwowym, a 1 2013 został zawodnikiem drużyny seniorskiej w lidze NLA. Przedłużał kontrakt z klubem w kwietniu 2014 o rok, w marcu 2015 o dwa lata. Od kwietnia 2015 zawodnik SCL Tigers. Przedłużał kontrakt z klubem w sierpniu 2016 o dwa lata, w marcu ponownie o dwa lata.
W barwach juniorskich reprezentacji Łotwy uczestniczył w turniejach mistrzostw świata do lat 18 w 2012 (Elita), mistrzostw świata do lat 20 w 2013 (Elita), 2014 (Dywizja I). W kadrze seniorskiej uczestniczył w turniejach mistrzostw świata w 2017, 2021, zimowych igrzysk olimpijskich 2022.

## Sukcesy

### Indywidualne
- Mistrzostwa Świata Juniorów w Hokeju na Lodzie 2014/I Dywizja#Grupa A:
  - Pierwsze miejsce w klasyfikacji skuteczności interwencji w turnieju: 98,31%[6]
  - Pierwsze miejsce w klasyfikacji średniej goli straconych na mecz interwencji w turnieju: 0,35
  - Pierwsze miejsce w klasyfikacji liczby meczów bez straty gola w turnieju: 2